# Blackadder Water
Das Blackadder Water ist ein Fluss in der schottischen Council Area Scottish Borders. Sein Name leitet sich möglicherweise von „Blackwater“ ab und könnte auf die Wasserfärbung aufgrund der torfigen Umgebung entlang des Oberlaufs zurückzuführen sein.

## Lauf
Das Blackadder Water entsteht durch den Zusammenfluss von Trondlin Burn und Wedderlie Burn am Osthang des Harecleugh Hill, einer Nebenkuppe des 447 Meter hohen Twin Law. Zunächst fließt das Blackadder Water in vornehmlich südöstlicher Richtung ab. Nach rund neun Kilometern erreicht es mit Greenlaw die erste Ortschaft entlang seines Laufs. Dort dreht sein Lauf nach Nordosten und behält diese Richtung vornehmlich bis zur Mündung bei. Das Blackadder Water passiert den Weiler Fogo und mündet bei Allanton von rechts in das Whiteadder Water, das über den River Tweed in die Nordsee entwässert.
Die Quellbäche des Blackadder Waters fließen von der Ostflanke der Lammermuir Hills ab und entspringen in Höhen von bis zu 360 Metern. Entlang seines etwa 33 Kilometer langen Laufs durch die dünn besiedelte traditionelle Grafschaft Berwickshire münden zahlreiche Bäche in das Blackadder Water ein, von denen der etwa sechs Kilometer unterhalb seiner Mündung von links einmündende Langton Burn der wesentliche Zufluss ist.

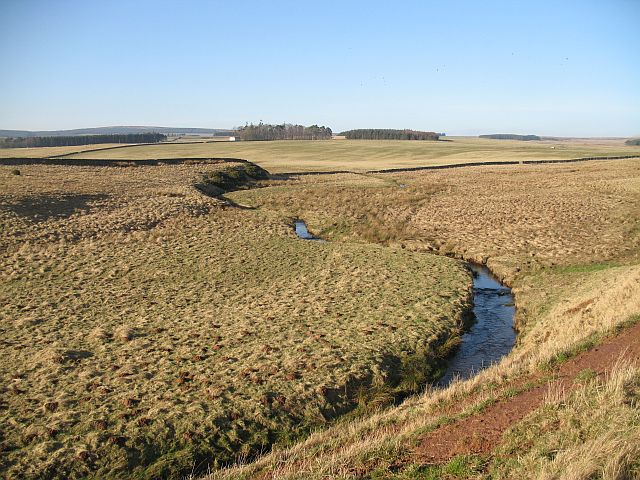
Oberlauf des Blackadder Water
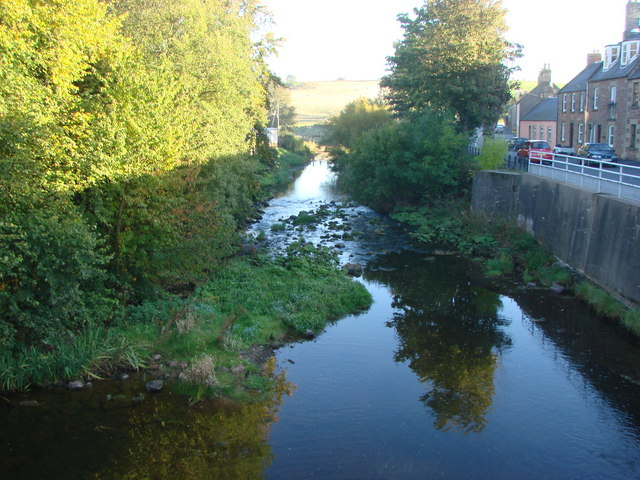
Das Blackadder Water in Greenlaw
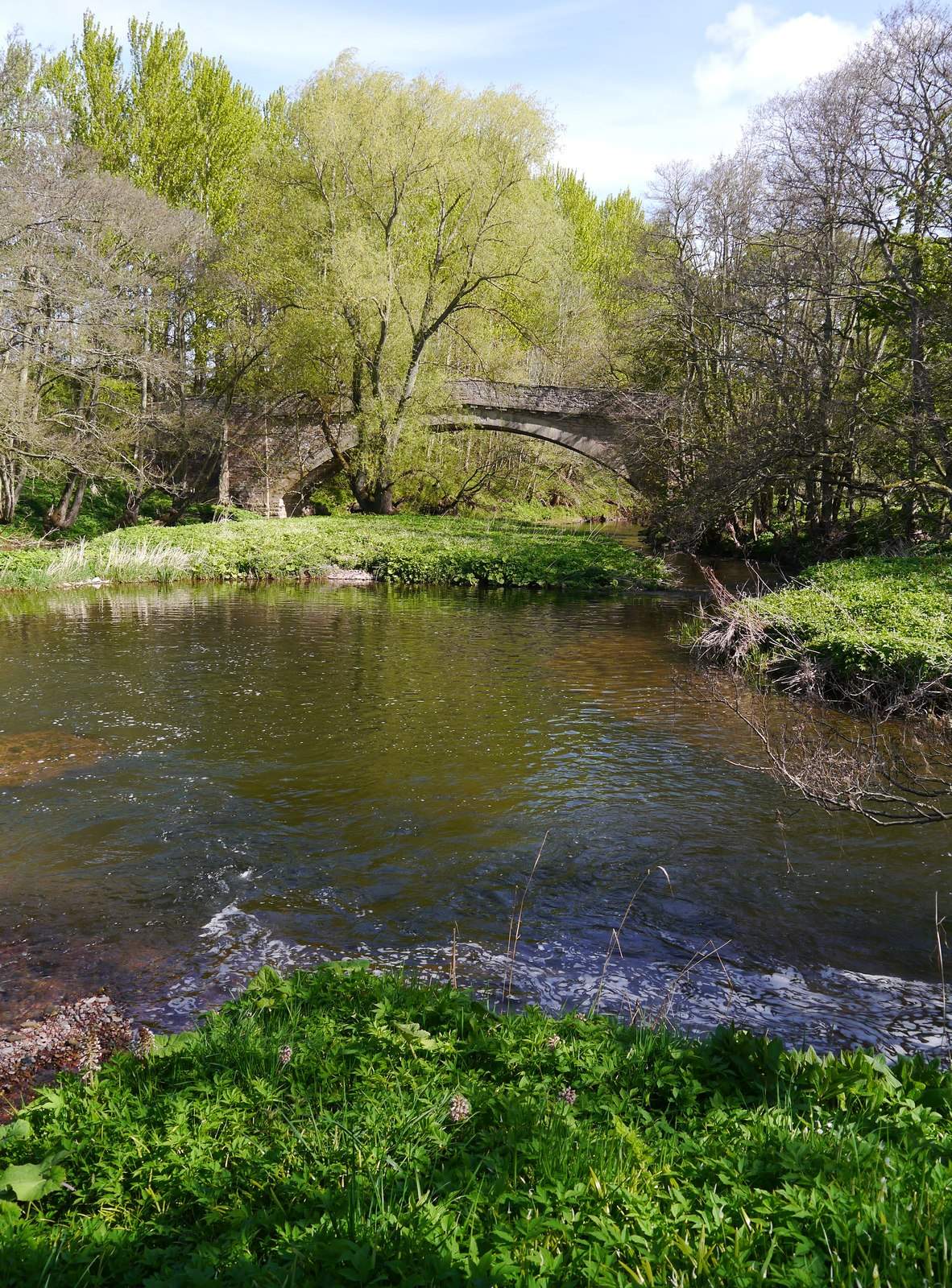
Mündung des Langton Burns (von links) in das Blackadder Water (von rechts)

## Umgebung
Nahe der Entstehung des Blackadder Waters befindet sich das Herrenhaus Wedderlie House. Flussaufwärts von Greenlaw finden sich verschiedene Spuren historischer Besiedlung der Ufer, darunter das Hillfort Blackcastle Rings. In Greenlaw quert die aus dem englischen Morpeth kommende A697 auf ihrem Weg nach Oxton zweimal den Fluss. Jenseits von Greenlaw passiert das Blackadder Water das eisenzeitliche Chesters Fort, das Landhaus Charterhall House sowie das opulente Marchmont House. Bei Fogo überspannt die denkmalgeschützte Fogo Bridge den Fluss. Die denkmalgeschützte Cairns Mill, deren Wasserrad über einen Mühlkanal beschickt wurde, sowie die Nisbet Hill Mill nahe der Nisbet Hill Bridge zeugen von der historischen Nutzung der Wasserkraft des Blackadder Waters. Auch das nahegelegene Kimmerghame House verfügte über eine Mühle. Des Weiteren überspannen zwei dem Anwesen zugehörige, heute denkmalgeschützte Brücken das Blackadder Water. Mit der zu Kelloe House gehörenden Kelloe Bridge, der Blackadder Suspension Bridge und der wenige Meter vor der Mündung befindlichen Blackadder Bridge überspannen drei weitere denkmalgeschützte Brücken den Fluss.